# 谷口ともみ
谷口 ともみ（たにぐち ともみ、1981年10月20日 - ）は、日本の元お菓子系アイドル。

## 来歴・人物
『Cream』1997年12月号でグラビアデビューを果たす。『Cream』、『ラッキークレープ』、『ワッフル』などのお菓子系雑誌を中心に活躍。『Cream』のランキングでトップを飾るなど、絶大な人気を博す。紙面では度々、自身を「天使」と称している。
18歳の頃より病院関係の仕事に興味を持っており、高校卒業後は学生として医療について学ぶ。

## 書籍

### 写真集
- 『裸夢音』（バウハウス、1998年7月5日、撮影: 中村誠作）ISBN 4894611171
- 『MY WILL』（ぶんか社、2000年3月1日、撮影: 吉田裕之）ISBN 4821123215

### 雑誌

#### クリーム
- クリーム No.65	1997/12
- クリーム No.66	1998/01
- クリーム No.67	1998/02
- クリーム No.68	1998/03
- クリーム No.70	1998/05
- クリーム 写真集5	1998/12
- クリーム No.79	1999/02
- クリーム No.80	1999/03
- でかクリーム	1999/07
- クリーム No.91	2000/02
- ブルーム vol.2	2000/12
- ブルーム vol.3	2001/05
- Cream特別編集 ブルマー少女	2001/07
- クリーム No.125	2002/12

#### クレープ
- Lucky Crepu DELUXE No.2 	1998/04
- クレープ No.10	1998/05
- クレープ No.12	1998/07
- Lucky Crepu DELUXE No.3	1998/07

#### ワッフル
- ワッフル No.20	1999/05
- ワッフル No.22	1999/07
- ワッフル No.23	1999/08
- ワッフルスーパーコレクション Vol.5	1999/08
- ワッフル No.27	1999/12
- ワッフル No.28	2000/01
- ワッフル No.29	2000/02
- ワッフル No.30	2000/03
- ワッフルスーパーコレクション Vol.6	2000/04
- Review 少女時代	2000/09

#### その他
- PIXIE・17 No.8	1997/03
- PHOTO SHOT Vol.31	1998/06
- すっぴん No.145	1998/8
- COMOMO コモモ 3	1998/11
- 熱烈MAX	2000/04
- スーパー写真塾	2000/08
- ホワイティー Vol.2	2004/06